# Sion Hart Rogers
Sion Hart Rogers (* 30. September 1825 bei Raleigh, North Carolina; † 14. August 1874 ebenda) war ein US-amerikanischer Politiker. Zwischen 1853 und 1855 sowie nochmals von 1871 und 1873 vertrat er den Bundesstaat North Carolina im US-Repräsentantenhaus.

## Werdegang
Sion Rogers besuchte die öffentlichen Schulen seiner Heimat und studierte danach bis 1846 an der University of North Carolina in Chapel Hill. Nach einem anschließenden Jurastudium und seiner 1848 erfolgten Zulassung als Rechtsanwalt begann er in Raleigh in diesem Beruf zu arbeiten. Politisch schloss sich Rogers der Whig Party an. Bei den Kongresswahlen des Jahres 1852 wurde er im vierten Wahlbezirk von North Carolina in das US-Repräsentantenhaus in Washington, D.C. gewählt, wo er am 4. März 1853 die Nachfolge von James Morehead antrat. Da er im Jahr 1854 auf eine erneute Kandidatur verzichtete, konnte er bis zum 3. März 1855 zunächst nur eine Legislaturperiode im Kongress absolvieren. Diese war von den Ereignissen und Diskussionen im Vorfeld des Bürgerkrieges bestimmt.
Nach seinem Ausscheiden aus dem US-Repräsentantenhaus wurde Rogers Staatsanwalt im Gerichtsbezirk von Raleigh. Während des Bürgerkrieges diente er bis 1863 in der Armee der Konföderation, in der es bis zum Oberst brachte. Zwischen 1863 und 1866 fungierte er als Attorney General des Staates North Carolina. Nach der Auflösung der Whigs in den 1850er Jahren wurde Rogers Mitglied der Demokratischen Partei. Im Jahr 1868 bewarb er sich erfolglos um die Rückkehr in den Kongress.
Bei den Wahlen des Jahres 1870 wurde Rogers aber dann doch noch einmal als Demokrat im vierten Distrikt seines Staates in das US-Repräsentantenhaus gewählt, wo er am 4. März 1871 John Manning ablöste. Im Jahr 1872 unterlag er dem Republikaner William Alexander Smith. Sion Rogers starb am 14. August 1874 in seiner Heimatstadt Raleigh, wo er auch beigesetzt wurde.